# Corema
Das Corema ist eine meist dicht mit Haaren versehene, schlauchartige Ausstülpung am Abdomen, die die Männchen einiger Schmetterlingsarten besitzen und die Duftstoffe (Pheromone) enthält. In der Regel besitzen die Falter mehrere Coremata, die parallel angeordnet sind. Im Ruhezustand sind diese Duftorgane völlig im Hinterleib verborgen. Bei Bedarf werden sie mittels Luftdruck aktiviert. Da die Duftstoffe sowohl von Weibchen als auch von Männchen wahrgenommen werden, erscheinen zur Paarungszeit zuweilen mehrere Exemplare beider Geschlechter an geeigneten Balzplätzen. Mit den dann abgegebenen Pheromonen wird den Weibchen dadurch eine individuelle Partnerwahl ermöglicht. Durch die in einigen Nahrungspflanzen der Raupen enthaltenen giftigen Pyrrolizidinalkaloide, die eigentlich der Abwehr von Fressfeinden dienen, wird meist auch die Größenentwicklung der Coremata sowie die Menge der produzierten Pheromone gesteuert. Bei einigen Männchen übertrifft die Länge der Duftorgane die Flügelspannweite, sie können bei anderen Arten aber auch sehr klein sein. Ein Corema kann bis zu 0,5 Milligramm des Pheromons Hydroxydanaidal enthalten.
Typische Beispiele für Schmetterlinge, die Coremata-Organe besitzen sind Creatonotos- (Bärenspinner), beispielsweise Creatonotos gangis, und Teleiopsis-Arten, aber auch Tagfalter, beispielsweise Eumaeus atala.